# Simonas Lukosius
Simonas „Simas“ Lukosius, auch Lukošius (* 13. August 2002) ist ein deutsch-litauischer Basketballspieler.

## Werdegang
Der Sohn von Mindaugas Lukošius spielte 2018/19 für die zweite Mannschaft von Vilnius Rytas in Litauen.
Er spielte hernach in der gemeinsamen U19-Mannschaft der Telekom Baskets Bonn und der Dragons Rhöndorf in der Nachwuchs-Basketball-Bundesliga sowie 2019/20 für Rhöndorf in der 2. Bundesliga ProB. Im Spieljahr 2020/21 bestritt er 14 Bundesligaeinsätze für die Bonner.
Von 2021 bis 2023 studierte Lukosius an der Butler University im US-Bundesstaat Indiana und gehörte der Basketballmannschaft der Hochschule an. Anschließend wechselte er innerhalb der Vereinigten Staaten an die University of Cincinnati. Den besten Punktedurchschnitt während seiner Zeit in den Vereinigten Staaten erreichte Lukosius in der Saison 2023/24 mit 11,8.
Im Sommer 2025 wurde er von Vilnius Rytas verpflichtet, um anders als 2018/19 diesmal für die Profimannschaft des litauischen Vereins zu spielen.

### Nationalmannschaft
Der über die deutsche und die litauische Staatsbürgerschaft verfügende Lukosius wurde deutscher Jugendnationalspieler.